# Muro (Alta Córsega)
Muro é uma comuna francesa na região administrativa de Córsega, no departamento da Alta Córsega. Estende-se por uma área de 7,92 km². 